# 瑟頓聯足球會
瑟頓聯足球會（英語：Sutton United Football Club）是一支位於英格蘭南倫敦薩頓區都市中心薩頓的足球俱樂部，球隊目前於英格蘭足球全國聯賽角逐。

## 歷史
瑟頓聯足球會最初在英格蘭青少年和地方聯賽中參賽，後於1921年晉升至雅典聯賽（Athenian League），1964年進入英格蘭足球依斯米安聯賽（Isthmian League），並於1986年進入全國聯賽（Conference），1991年，球隊回到了依斯米安聯賽。
1999–2000賽季球隊再次短暫參加全國聯賽，並在2004年成為全國南部聯賽（現稱全國聯賽南區）的創始成員。
2015–16賽季，球隊在該賽季取得25場聯賽不敗的戰績，贏得全國聯賽南區冠軍並晉升至全國聯賽。
2016–17賽季，英格蘭足總盃第二輪，瑟頓聯足球會以2-1擊敗了英乙球隊切爾滕納姆。隨後於第三輪比賽中，瑟頓聯足球會與本地對手英甲球隊AFC溫布頓交鋒，雙方0-0戰平後，瑟頓聯足球會在溫布頓主場的重賽中逆轉以3-1取勝。第四輪比賽，由兼職建築工人的隊長傑米·柯林斯(Jamie Collins)帶領的瑟頓聯足球會以1-0擊敗英冠球隊列斯聯，歷史性地闖入足總盃第五輪，成為1945年以來第九支晉級足總盃第五輪的非聯賽球隊，但在隨後16強比賽中，以0-2輸給英超球隊阿森納。
2017–18賽季，薩頓聯以2-1擊敗艾迪索特，以球隊歷史上在第五級別聯賽的最佳排名（第三名）鎖定附加賽準決賽席位，但在升級附加賽準決賽中以2-3不敵波利咸，無緣升級。
2020–21賽季，薩頓聯表現出色，以3-0擊敗哈特普爾聯，提前一輪奪得全國聯賽冠軍，成功晉升至英格蘭足球聯賽，這也是俱樂部成立123年來首次進入足球聯賽。
2021-22賽季，薩頓聯最終排名英乙第8，僅以一分之差錯過了附加賽。
2022–23賽季，薩頓聯以英乙第14名結束賽季。
2023-24賽季，薩頓聯在英乙聯賽排名第24位，距安全區6分，當值主帥馬特·格雷(Matt Gray)因此被解雇，隨後薩頓聯在該賽季以第23名的成績降級，告別三個賽季英格蘭足球聯賽之旅，降回英格蘭足球全國聯賽，後續由史蒂夫·莫里森接任主帥職位。

## 球場
球隊的主場位於薩頓的甘德綠巷球場（Gander Green Lane），距離倫敦市中心西南約11英里，因贊助原因，該球場正式名稱為VBS社區體育場(VBS Community Stadium)。
因應球隊於2021-22賽季升級至英格蘭足球聯賽，為符合聯賽要求進行了甘德綠巷球場草地升級作業，由原人造3G草皮升級自然草皮，因此球隊花費超過50萬英鎊來更新場地，也因場地更新致原使用該場地之其他球隊無法繼續租用，租用費用損失約每年20萬英鎊。
甘德綠巷球場的看台座椅來自於切爾西的史坦福橋球場重建項目，這些座椅由史坦福橋球場的球場擁有者捐贈給薩頓聯，球場總容量為5,013人，其中有765個座位。。

## 榮譽

### 聯賽
- 雅典人聯賽（Athenian League）：
  - 冠軍（3）：1927/28年、1945/46年、1957/58年；
- 英格蘭足球依斯米安聯賽超聯組：
  - 冠軍（5）：1966/67年、1984/85年、1985/86年、1989/90年、1998/99年、2010/11年；

- 英格蘭足球全國聯賽(Conference Premier)：
  - 冠軍（1）：2020/21年；

### 盃賽
- 英義盃
  - 冠軍（1）：1979年；
- 雅典人聯賽挑戰盃（Athenian League Challenge Cup）
  - 冠軍（4）：1946年、1956年、1962年、1963年；
- 英格蘭足球議會聯賽盃
  - 冠軍（1）：1991年；
- 依斯米安聯賽盃（Isthmian League Cup）
  - 冠軍（4）：1983年、1984年、1986年、1998年；
- 依斯米安聯賽會員盃（Isthmian League Full Members' Cup）
  - 冠軍（2）：1992年、1996年；
- 倫敦高級盃（London Senior Cup）
  - 冠軍（2）：1958年、1983年；
- 南泰晤士盃（South Thames Cup）
  - 冠軍（3）：1955年、1967年、1968年；
- 薩里高級盃（Surrey Senior Cup）
  - 冠軍（15）：1946年、1965年、1968年、1970年、1980年、1983年、1984年、1985年、1986年、1987年、1988年、1993年、1995年、1999年、2003年；

 來源：. 16 April 2011.

## 外部連結
- 官方网站
- From the Lane – unofficial club website （页面存档备份，存于）
- Gandermonium – blog from a group of Sutton United supporters （页面存档备份，存于）
- Sutton United fans forum page （页面存档备份，存于）
- Sutton United match videos website （页面存档备份，存于）